# Гродково (Мазовецьке воєводство)
Гродково (пол. Grodkowo) — село в Польщі, у гміні Вишогруд Плоцького повіту Мазовецького воєводства.
Населення — 230 осіб (2011).
У 1975-1998 роках село належало до Плоцького воєводства.

## Демографія
Демографічна структура станом на 31 березня 2011 року:
|          | Загалом | Допрацездатний вік | Працездатний вік | Постпрацездатний вік |
| -------- | ------- | ------------------ | ---------------- | -------------------- |
| Чоловіки | 119     | 21                 | 91               | 7                    |
| Жінки    | 111     | 22                 | 60               | 29                   |
| Разом    | 230     | 43                 | 151              | 36                   |